# Rambus
Rambus (NASDAQ : RMBS) est une société américaine fondée en 1990. Elle se consacre aux technologies de bus et de mémoire vive (elle développe surtout des brevets autour de technologies concernant ces domaines).

## Historique
- 1990 : Fondation de Rambus
- 1995 : Rambus équipe la console Nintendo 64
- 1998 : Lancement de la technologie RDRAM
- 2003 : Lancement de la technologie Flexio

## Savoir-faire
Ces dernières années[Quand ?] Rambus a surtout été connue pour avoir tenté d'imposer avec l'aide d'Intel la technologie RDRAM qui fut un flop. La technologie RDRAM est plus ou moins abandonnée à la suite de son échec commercial. 
Actuellement[Quand ?] Rambus développe surtout des solutions DDR et tente de lancer sa technologie XDR DRAM (qui équipe aujourd'hui[Quand ?] la PlayStation 3) basée sur la technologie de bus Flexio. Rambus développe aussi des interfaces PCI-X, réseau, etc.

### Brevets
Rambus développe des technologies sous forme de brevets et dispose d'un service juridique efficace, comme les procès autour de la RDRAM l'ont montré. En effet, si Rambus n'a pas réussi à commercialiser avec succès ses types de mémoire, elle dispose de brevets sur des technologies utilisées dans d'autres types de mémoire. Profitant de cet avantage, elle a engagé une série de procès pour violation de brevet envers les fabricants de mémoire DDR, ce qui lui a permis sa survie financière.
À la suite de ces multiples attaques, les journaux spécialisés n'hésitent plus à qualifier Rambus de « Patent troll ».